# Эзетимиб
Эзетимиб — лекарственное средство, представитель нового класса гиполипидемических лекарственных средств, селективно ингибирующих абсорбцию холестерина (ХС) и некоторых растительных стеринов в кишечнике.

## Фармакологическое действие
Эзетимиб является представителем нового класса гиполипидемических лекарственных средств, селективно ингибирующих абсорбцию холестерина (ХС) и некоторых растительных стеринов в кишечнике. Эзетимиб локализуется в щёточной каемке тонкого кишечника и препятствует всасыванию холестерина (ХС), что приводит к уменьшению поступления ХС из кишечника в печень, за счёт чего снижаются запасы холестерина в печени и увеличивается выведение холестерина из крови. Эзетимиб не усиливает экскрецию жёлчных кислот и не ингибирует синтез холестерина в печени. За счёт снижения абсорбции ХС в кишечнике эзетимиб уменьшает поступление ХС в печень. Эзетимиб, назначаемый в комбинации со статинами, снижает уровень ОХ, холестерина липопротеинов низкой плотности (ХС ЛПНП), аполипопротеина В (апо-В) и триглицеридов (ТГ) и повышает уровень холестерина липопротеинов высокой плотности (ХС ЛПВП) у пациентов с гиперхолестеринемией в большей степени, чем эзетимиб или симвастатин, назначаемые раздельно. После перорального приема эзетимиб быстро всасывается. Одновременный приём пищи (как с высоким содержанием жира, так и нежирной) не оказывает влияния на биодоступность эзетимиба при пероральном приёме препарата. Эзетимиб метаболизируется, главным образом, в тонком кишечнике и печени путём конъюгации с глюкуронидом с последующим выведением с жёлчью.

## Показания к применению
Первичная гиперхолестеринемия. 

## Критика
Регистрационные испытания показали, что приём препарата снижает уровень холестерина, однако, по данным более поздних испытаний, препарат не уменьшает риск развития атеросклероза, не снижает частоту сердечных приступов или смертности от болезней сердца и сосудов.
Один из основателей «Кокрановского сотрудничества», автор многочисленных систематических обзоров клинических испытаний Петер Гётше отмечал, что эзетимиб одобрен FDA в 2002 году по той лишь причине, что в клинических испытаниях снижал уровень холестерина низкой плотности в крови на 15%, и что в 2007 году продажи препарата в США составили 5 миллиардов долларов, хотя никому не известно, полезен этот препарат или вреден.